# Lega dipartimentale di Junín
La lega dipartimentale di Junín è una delle 25 leghe dipartimentali della Copa Perú, che costituiscono la quinta divisione del campionato peruviano di calcio. È organizzata dalla FPF, la federazione calcistica peruviana.

## Storia
La Lega Dipartimentale di Junín è stata fondata il 18 febbraio 1975.

## Albo d'oro
| Anno | Campione                            | Città      |
| ---- | ----------------------------------- | ---------- |
| 1966 | Unión Ocopilla                      | Huancayo   |
| 1967 | Universitario                       | Tarma      |
| 1968 | Unión Ocopilla                      | Huancayo   |
| 1969 | Unión Ocopilla                      | Huancayo   |
| 1970 | Asociación Deportiva Tarma (A.D.T.) | Tarma      |
| 1971 | Dep. Junín                          | Huancayo   |
| 1972 | Dep. Municipal                      | Huancayo   |
| 1973 | Dep. Junín                          | Huancayo   |
| 1974 | Dep. Municipal                      | Huancayo   |
| 1975 | Asociación Deportiva Tarma (A.D.T.) | Tarma      |
| 1976 | Juventud Ramón Castilla             | La Oroya   |
| 1977 | Univ. Nac. del Centro (U.N.C.P.)    | Huancayo   |
| 1978 | Asociación Deportiva Tarma (A.D.T.) | Tarma      |
| 1979 | Progreso Muruhuay                   | Acobamba   |
| 1980 | Túpac Amaru                         | Jauja      |
| 1981 | Juventud Ramón Castilla             | La Oroya   |
| 1982 | Dep. Hostal Rey (*)                 | La Merced  |
| 1983 | Dep. Vasmer                         | El Tambo   |
| 1984 | Dep. Vasmer                         | El Tambo   |
| 1985 | Minas San Vicente                   | Vitoc      |
| 1986 | Alipio Ponce                        | Mazamari   |
| 1987 | Unión Huayllaspanca                 | Sapallanga |
| 1988 | Túpac Amaru                         | Jauja      |
| 1989 | Chanchamayo                         | La Merced  |
| 1990 | ElectroPerú                         | Huayucachi |
| 1991 | Independiente Estudiantil           | Jauja      |
| 1992 | Sport Dos de Mayo                   | Tarma      |
| 1993 | Dep. Municipal Asociados            | Jauja      |
| 1994 | Cultural Hidro                      | La Oroya   |

| Anno | Campione                            | Città      |
| ---- | ----------------------------------- | ---------- |
| 1995 | Dep. Municipal                      | El Tambo   |
| 1996 | Cultural Hidro                      | La Oroya   |
| 1997 | Cultural Hidro                      | La Oroya   |
| 1998 | Cultural Hidro                      | La Oroya   |
| 1999 | Dep. Municipal                      | El Tambo   |
| 2000 | Cultural Hidro                      | La Oroya   |
| 2001 | Dep. Municipal                      | El Tambo   |
| 2002 | Sport Dos de Mayo                   | Tarma      |
| 2003 | Echa Muni                           | Pampas     |
| 2004 | Echa Muni                           | Pampas     |
| 2005 | Echa Muni                           | Pampas     |
| 2006 | Dep. Ingeniería                     | Huancayo   |
| 2007 | Minera Corona                       | Jauja      |
| 2008 | Wanka FC                            | Sapallanga |
| 2009 | Unión Juventud Carhuacatac          | Acobamba   |
| 2010 | Sport Dos de Mayo                   | Tarma      |
| 2011 | Dep. Municipal                      | Mazamari   |
| 2012 | Alipio Ponce                        | Mazamari   |
| 2013 | Alipio Ponce                        | Mazamari   |
| 2014 | Unión Pichanaki                     | Pichanaki  |
| 2015 | Sport La Vid                        | Concepción |
| 2016 | Sport Águila                        | Huancán    |
| 2017 | Asociación Deportiva Tarma (A.D.T.) | Tarma      |
| 2018 | AD Huamantanga                      | Apata      |
| 2019 | Asociación Deportiva Tarma (A.D.T.) | Tarma      |
| 2022 | C.E. San Agustín (C.E.S.A.)         | Huancayo   |
| 2023 | C.E. San Agustín (C.E.S.A.)         | Huancayo   |
| 2024 |                                     |            |

- (*) Dep. Hostal Rey cambia de nombre a Chanchamayo FC

### Titoli per club
| Squadra                               | Titoli |
| ------------------------------------- | ------ |
| Asociación Deportiva Tarma (A.D.T.)   | 5      |
| Cultural Hidro (La Oroya)             | 5      |
| Alipio Ponce (Mazamari)               | 3      |
| Unión Ocopilla                        | 3      |
| Dep. Municipal (El Tambo)             | 3      |
| Echa Muni (Pampas)                    | 3      |
| Dep. Junín                            | 2      |
| Dep. Municipal (Huancayo)             | 2      |
| Juventud Ramón Castilla (La Oroya)    | 2      |
| Dep. Vasmer (El Tambo)                | 2      |
| Electro Perú (Huayucachi)             | 2      |
| Sport Dos de Mayo (Tarma)             | 2      |
| C.E. San Agustín (C.E.S.A.)           | 2      |
| Univ. Nac. del Centro (U.N.C.P.)      | 1      |
| Universitario (Tarma)                 | 1      |
| Progreso Muruhuay (Acobamba)          | 1      |
| Túpac Amaru (Jauja)                   | 2      |
| Chanchamayo FC (*)                    | 1      |
| Minas San Vicente (Vitoc)             | 1      |
| Unión Huayllaspanca (Sapallanga)      | 1      |
| Dep. Municipal Asociados (Jauja)      | 1      |
| Dep. Ingeniería                       | 1      |
| Minera Corona (Jauja)                 | 1      |
| Wanka FC (Sapallanga)                 | 1      |
| Unión Juventud Carhuacatac (Acobamba) | 1      |
| Dep. Municipal (Mazamari)             | 1      |
| Unión Pichanaki                       | 1      |
| Sport La Vid (Concepción)             | 1      |
| Sport Águila (Huancán)                | 1      |
| AD Huamantanga (Apata)                | 1      |